# Jeffery Amherst
Pour les articles homonymes, voir Amherst.
Jeffery Amherst, né le 29 janvier 1717 et mort le 3 août 1797, 1er baron Amherst, est un officier de l'armée britannique et un administrateur colonial. Il participe à plusieurs campagnes en Amérique lors de la guerre de Sept Ans. Amherst obtient ainsi la capitulation de Louisbourg le 26 juillet 1758, après 38 jours de bombardement, et refuse les honneurs de la guerre à la garnison française. Conduisant une armée de 18 000 hommes, il obtient la capitulation de Montréal et du Canada le 8 septembre 1760. Il signe l’acte aux côtés du gouverneur de la Nouvelle-France, Pierre de Rigaud de Vaudreuil. En tant que commandant en chef des troupes du roi de Grande-Bretagne dans l’Amérique septentrionale, il laisse la nouvelle colonie entre les mains de trois gouverneurs (un pour le district et la ville de Québec, un pour celui de Trois-Rivières et un pour celui de Montréal). En 1761, il met fin à la politique des présents, soulevant le mécontentement de nombreuses nations autochtones. Ceci conduit ultimement à la rébellion de Pontiac, qui commence en mai 1763. Face à la situation qui dégénère à la grandeur du bassin des Grands Lacs, Amherst pense à une solution extrême : utiliser la variole contre les Autochtones. Il est rappelé en Angleterre en août 1763. Amherst a été anobli par le roi George III.

## Biographie

### Enfance et formation
Jeffery Amherst est né à Sevenoaks dans le Kent le 29 janvier 1717. Il est le fils de Jeffery Amherst et d'Elizabeth Kerrill.
Il commence sa carrière comme page du duc de Dorset. Puis, encore très jeune, il s'enrôle dans l'armée et, en 1741, devient aide de camp du général John Ligonier (1680-1770). Au cours de la guerre de Succession d'Autriche, il participe à la bataille de Dettingen en 1743 et à la bataille de Fontenoy en 1745. Il est promu au grade de lieutenant-colonel. Après la signature du traité d'Aix-la-Chapelle en 1748, il repasse en Angleterre.

## La guerre de Sept Ans

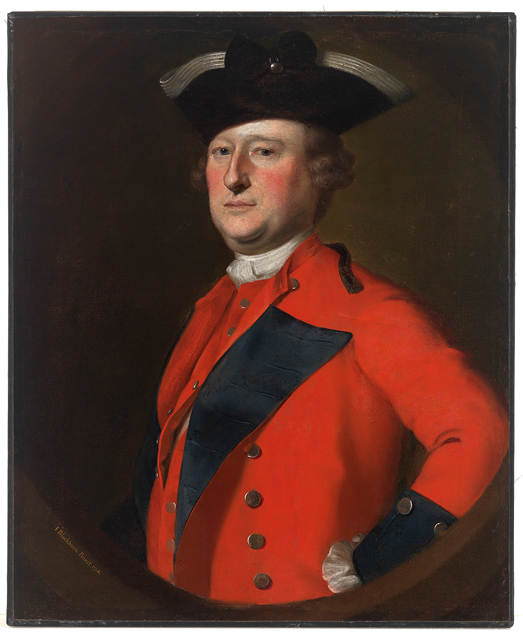
Jeffery Amherst, 1758. Cette œuvre est de Joseph Blackburn.

### En Europe
Lorsque la guerre de Sept Ans éclate en 1756, Jeffery Amherst voit sa fortune changer. Il sert d'abord en Allemagne et participe à la bataille de Hastenbeck en juillet 1757.

### En Amérique

#### La campagne de 1758: prise de Louisbourg
Son protecteur le général Ligonier ayant été nommé commandant en chef de l'armée britannique, Amherst se voit confier le grade de major général en Amérique à la fin de 1758.
Le ministre William Pitt, Ligonier et l'amiral George Anson ont planifié une triple offensive contre les établissements français. Ils privilégient une invasion du Canada par le fort Saint-Frédéric et, si possible, de pousser contre Montréal ou Québec. Pour ce faire, ils ont choisi James Abercrombie, nommé général en chef, Jeffery Amherst, John Forbes, George Augustus vicomte Howe et James Wolfe.
Edward Boscawen conduit une flotte de 41 bâtiments tandis qu'Amherst dirige le corps expéditionnaire comptant 13 000 soldats. Il est chargé de prendre Louisbourg sur l'île Royale. Abercrombie et Howe ont quant à eux pour mission de prendre le fort Carillon puis Québec.
Amherst arrive à proximité de Louisbourg le 2 juin. Le 8 juin, les troupes britanniques débarquent à l'île Royale. Le maréchal de camp français Louis-Joseph de Montcalm apprend cette nouvelle inquiétante à la fin juin. Amherst obtient la capitulation de Louisbourg le 26 juillet, après 38 jours de bombardement. Il refuse les honneurs de la guerre à Augustin de Boschenry de Drucour.

Amherst assiège la forteresse de Louisbourg pendant plus d'un mois. Elle capitule le 27 juillet 1758.

De leur côté, Abercrombie avait échoué alors que Forbes avait pris possession du fort Duquesne le 25 novembre 1758.
La saison étant trop avancée, la suite de la campagne est reportée à l'année suivante. Wolfe proteste et se plaint qu'il perd son temps à « cueillir des fraises et d'autres fruits du pays avec une apparente indifférence pour ce qui se passe dans le reste du monde ». Amherst lui confie la destruction des pêcheries situées à l'embouchure du golfe et de l'estuaire du fleuve Saint-Laurent. Après avoir rempli sa mission, Wolfe se retire de la baie de Gaspé à la fin septembre 1758.

#### La campagne de 1759: les forts du lac Champlain

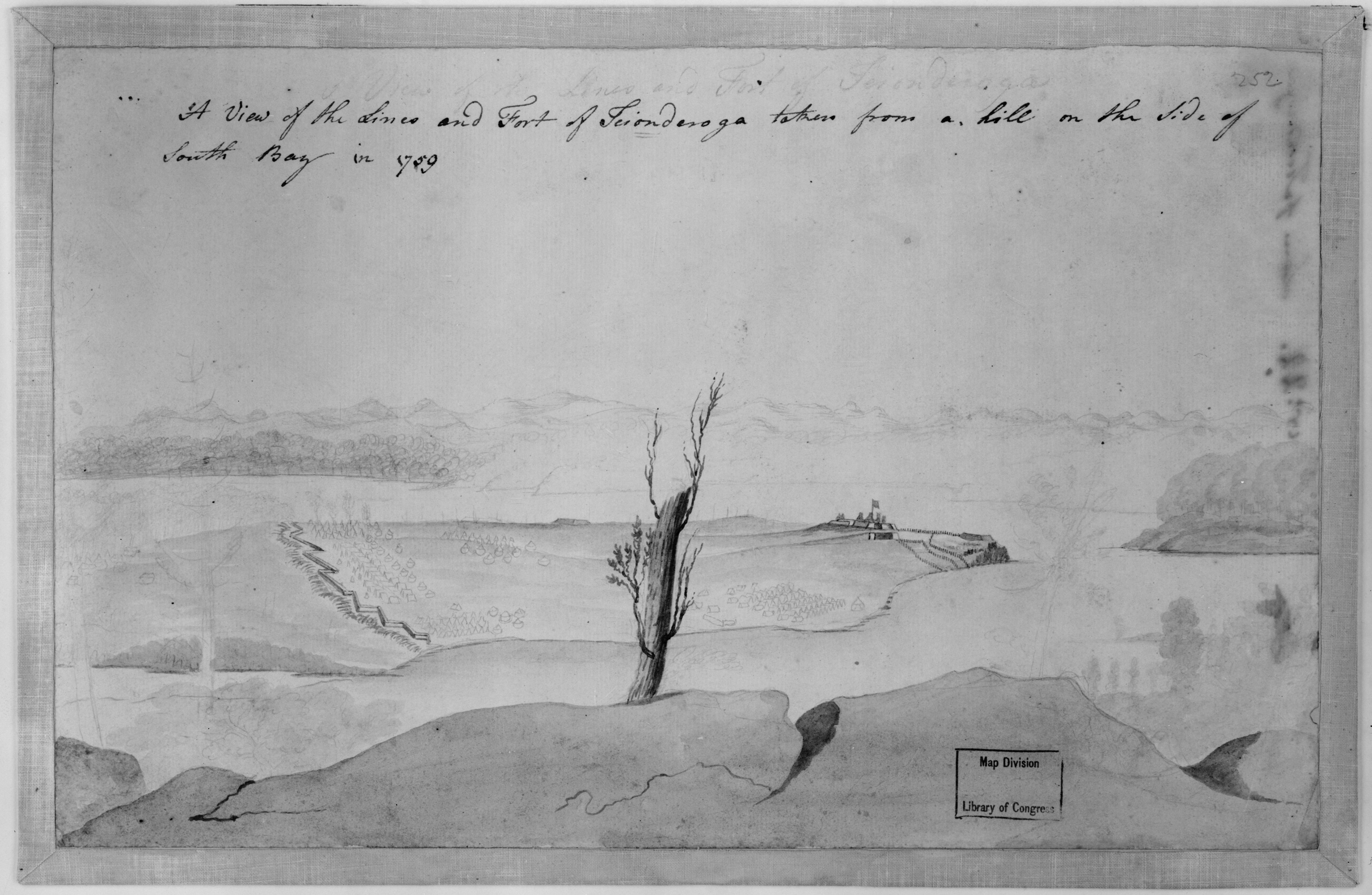
Vue de la position du fort Carillon en 1759.

Pitt souhaite plus que tout prendre Québec, la capitale du Canada. C'est son objectif principal pour la prochaine campagne qui se dessine. Nommé commandant en chef en Amérique du Nord en remplacement de James Abercrombie, Amherst passe l'hiver à New York à élaborer des plans pour la campagne de l'été suivant. James Wolfe devra prendre Québec par le fleuve avec 10 000 soldats qui seront transportés sur la flotte du vice-amiral Charles Saunders. Le contre-amiral Philipp Durell sera chargé d'intercepter les secours français entre-temps. John Prideaux partira du lac Ontario avec 5000 hommes pour s'emparer du fort Niagara. Amherst devra enfin faire tomber les forts français disséminés le long du lac Champlain et de la rivière Richelieu avant d'atteindre Montréal. 

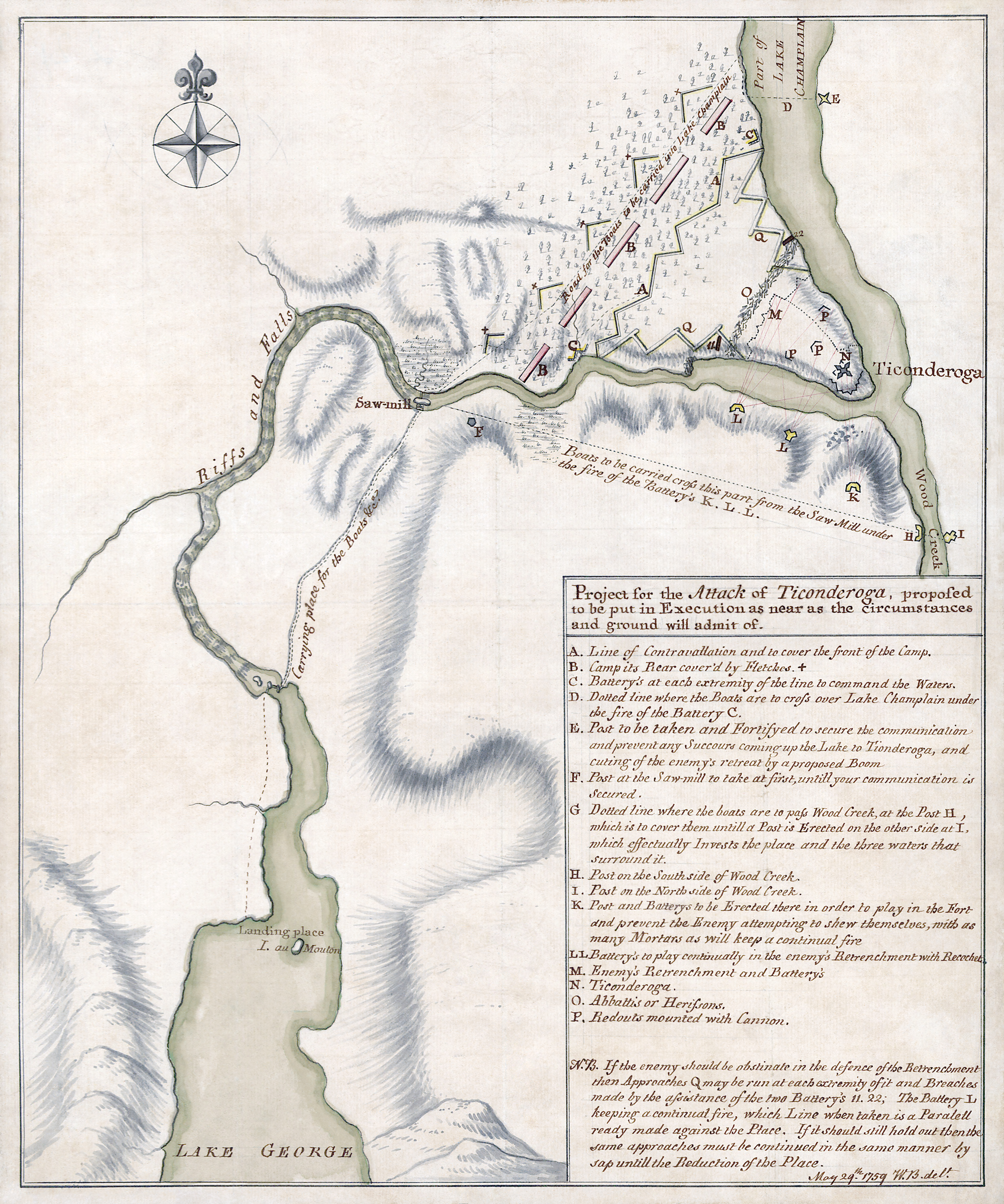
Plan d'attaque du fort Carillon datant de mai 1759.

Durell, immobilisé par les glaces, prend du retard. Il appareille seulement le 5 mai avec 600 soldats. Avec une armée de 11 000 hommes, Amherst quitte l'Hudson à la fin juin 1759, avant d'atteindre les forts Carillon et Saint-Frédéric, dont il s’empare. Il rebaptise le premier Ticondéroga. Puis, à proximité des ruines du fort Saint-Frédéric, il fait ériger le fort de Crown Point. Amherst remonte ensuite le lac Champlain. Le commandant français Bourlamaque fait exploser le fort de l'île aux Noix le 26 juillet à l'approche du général Amherst.
Pendant plusieurs semaines, il est occupé par la construction d’une flottille. Le 11 octobre, son armée quitte le sud du lac Champlain. Dix jours plus tard, il apprend la prise de Québec en septembre 1759 et décide de rentrer dans ses quartiers d'hiver pour planifier la suite.

#### La campagne de 1760: prise de Montréal
En janvier 1760, Jeffery Amherst reçoit ses ordres pour la campagne à venir. William Pitt est sans équivoque, l’objectif principal est de prendre Montréal. Durant l'hiver, Amherst planifie donc l'attaque de trois armées contre Montréal : James Murray remontera le Saint-Laurent à partir de Québec accompagné de 2 500 hommes, William Haviland arrivera du lac Champlain avec près de 3500 hommes et Amherst partira lui-même du lac Ontario avec ses 11 000 hommes avant de se rendre dans le Saint-Laurent.
Murray quitte Québec le 14 juillet tandis qu'Amherst quitte Oswego le 10 août. Une puissante flotte va en outre les appuyer. Le 25 août, Amherst prend le fort Lévis commandé par Pierre Pouchot et le 28 août, Haviland s’empare du fort de l’île aux Noix commandé par Louis-Antoine de Bougainville.
Pour François Gaston de Lévis, la situation est critique. Il ne dispose plus que de 2 000 hommes à Montréal et les miliciens commencent à quitter les rangs de l'armée française pour retourner chez eux. Les alliés autochtones signent quant à eux des paix séparées avec les Britanniques. Amherst débarque à Lachine le 6 septembre. Il établit son camp à près d’un kilomètre au sud-ouest des remparts (aujourd’hui près de la Petite Bourgogne). Les trois armées britanniques se retrouvent devant Montréal dans la soirée.
Au même moment, le gouverneur Pierre de Rigaud de Vaudreuil convoque un conseil de guerre et présente un projet de capitulation. Le lendemain, les négociations débutent. Amherst est déterminé à refuser les honneurs de la guerre aux troupes de terre et de la marine. Cela signifie qu'elles ne pourront plus servir au cours de la guerre, que ce soit en Amérique ou en Europe.
Pour Lévis et les officiers supérieurs de l’armée française, cette exigence est inadmissible. Lévis demande que le gouverneur rompe les négociations et, comme il reste encore assez de munitions pour livrer un combat, qu’il l’autorise à faire une sortie sur le camp d’Amherst « quoiqu'avec des forces extrêmement disproportionnées et peu d'espoir de réussir. » Le général suggère même de se rendre à l’île Sainte-Hélène avec ses hommes et d’y défier Amherst. De son côté, Vaudreuil ne souhaite pas exposer les civils à d’éventuelles représailles. Il ordonne donc à Lévis de se conformer à la capitulation et de faire mettre bas les armes.
La capitulation de Montréal est signée le 8 septembre par le gouverneur général de la Nouvelle-France, Pierre de Rigaud de Vaudreuil, et le commandant en chef des armées britanniques Jeffery Amherst au nom des couronnes française et britannique. Elle marque non seulement la reddition de la ville mais aussi du Canada. La capitulation compte 55 articles qui concerne essentiellement la gestion des troupes et de l’administration françaises jusqu'à la conclusion de la paix.

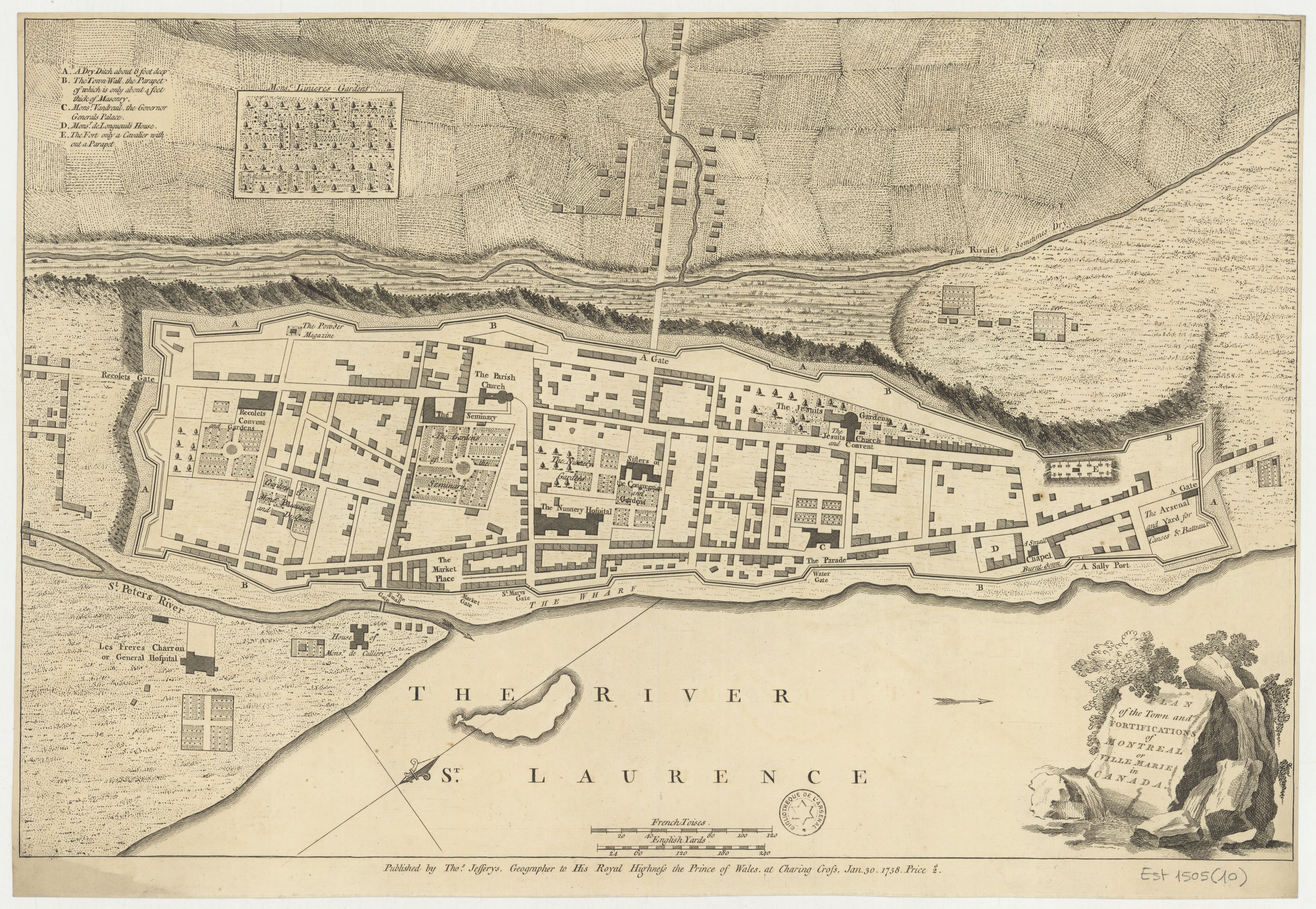
En octobre 1760, une carte de Montréal est publiée dans le Gentleman’s Magazine.

Amherst ne souhaite pas engager la Couronne britannique sur des questions législatives ou religieuses. Si le libre exercice de la religion catholique est accordé (articles 27 à 35), les communautés féminines maintenues (article 32), Amherst refuse la demande de Vaudreuil que la Couronne française puisse continuer à nommer l’évêque dans le cas où la colonie demeure à la Grande-Bretagne après la paix (article 30). Il refuse également le maintien des Jésuites, des Récollets et des prêtres de Saint-Sulpice à Montréal « jusqu’à ce que le plaisir du roi soit connu » (articles 30 à 33). La coutume de Paris est maintenue (article 42) et la liberté de commerce est assurée (article 46). Au sujet des Acadiens (articles 38, 39 et 55), Amherst rappelle qu’ils sont déjà sujets britanniques, et ce, depuis 1713.
Le 9 septembre, Frederick Haldimand entre dans la ville avec un détachement. Il reçoit les bataillons français qui viennent mettre bas les armes, sans les drapeaux.
Comme la paix n'est pas encore conclue en Europe, Amherst doit veiller à maintenir l'ordre dans la colonie canadienne. Avant de repartir à son quartier général à New York, le commandant en chef des troupes du roi de Grande-Bretagne dans l’Amérique septentrionale, Jeffery Amherst fait publier une ordonnance le 22 septembre qui établit trois gouvernements provisoires. Il nomme trois gouverneurs militaires pour les trois districts du Canada : James Murray, gouverneur du district et de la ville de Québec, Ralph Burton à Trois-Rivières et Thomas Gage à Montréal. Ceux-ci font rapidement le portrait de leur district au roi.

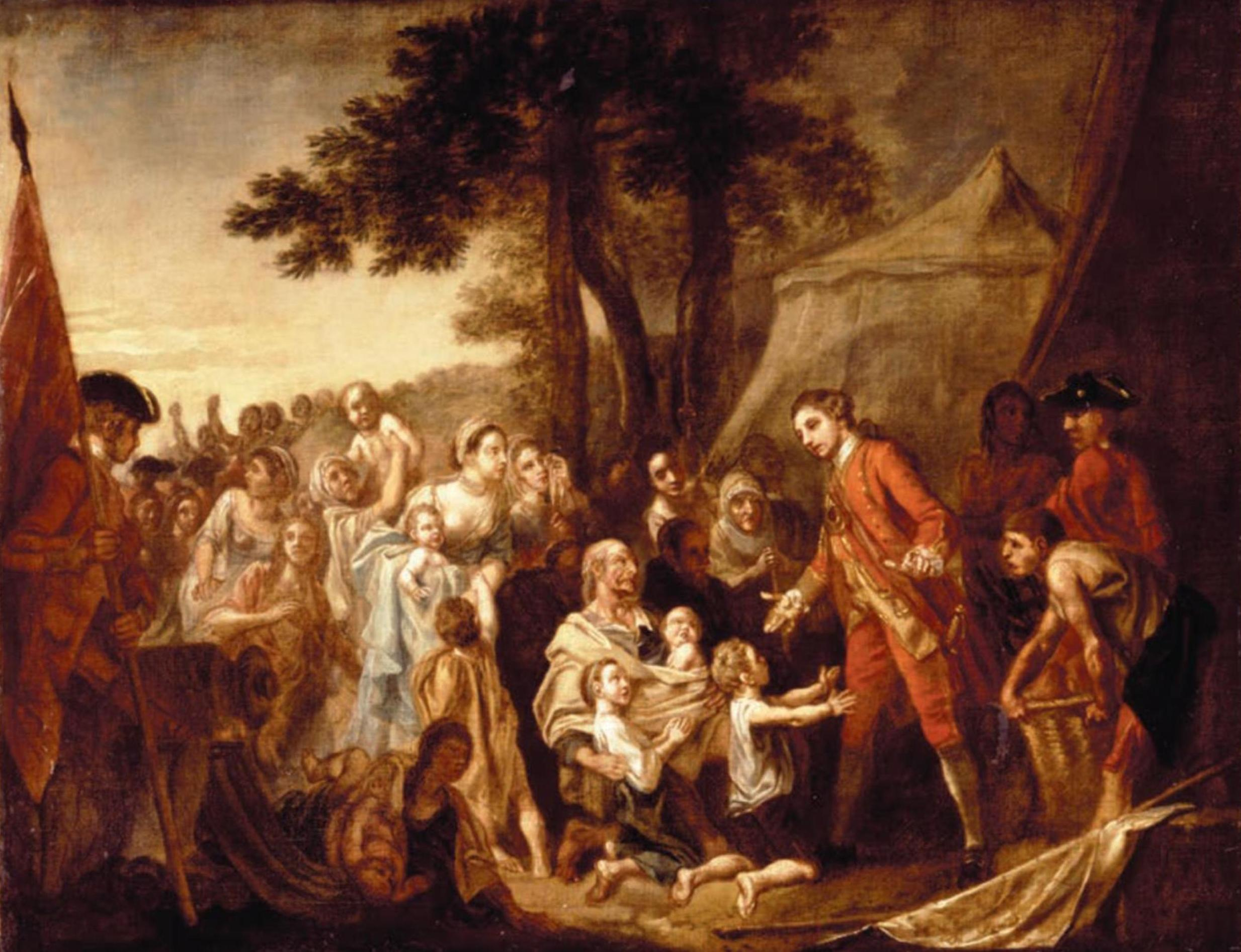
Francis Hayman met en scène l'empathie d'Amherst envers la population canadienne dans The Charity of General Amherst, huile sur toile, 1761, Musée canadien de la guerre.

La capitulation prévoyait par ailleurs le départ des troupes et du gouvernement français (article 52). En octobre, Amherst fait connaître ses intentions envers les soldats français :
« Tous les réguliers, Français ou autres, qu'ils soient établis ou non au Canada, doivent en vertu de la capitulation être envoyés dans la vieille France. Vous allez donc sur reçu faire le calcul de leur nombre, officiers et soldats, et préparer la quantité nécessaire de navires pour les transporter [...]. » 
Le 3 octobre, les premiers navires quittent Québec. Au total, ils seront une vingtaine à prendre la mer pour se rendre en France. 

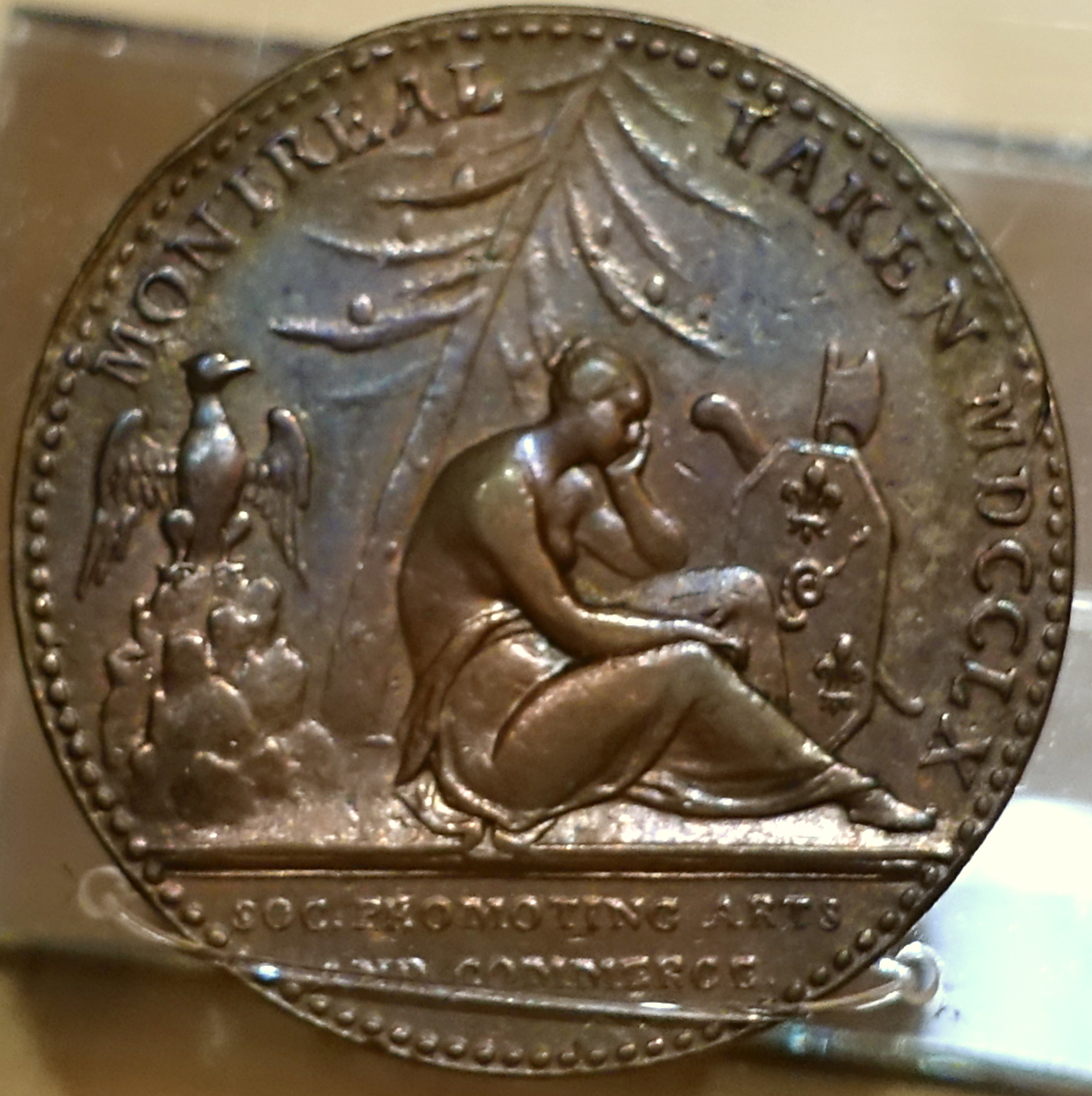
Amherst remet des médailles aux guerriers autochtones qui ont participé à la campagne en 1760.

La victoire d'Amherst est rapidement connue en Angleterre, Le London Magazine d'octobre 1760 traite ainsi de la capitulation de Montréal. De son côté, le Gentleman’s Magazine publie, toujours en octobre, une carte « showing Gen. Amherst’s march to Montreal, and a plan of the town ». Une chanson exalte sa conquête : 
« Amherst’s praise, / And spread round the globe Amherst’s praise. / […] His progress he takes, / With Montreal full in his eyes, / The French would, in vain, / Or Indians, restrain / His troops, who to victory fly. / […] Great blow to the commerce of France! / […] The French are undone; / And now Canada’s won, / Britannia shall there fix her throne ». 
La même année, pour bien marquer sa victoire, Amherst fait fabriquer des médailles qu'il donne aux guerriers autochtones ayant participé à la prise de Montréal.

#### Les Antilles
Amherst, à titre de commandant en chef, organise des expéditions à la Dominique, en Martinique et à Cuba au cours de 1761 et 1762. Il nomme son frère William Amherst commandant des forces de reconquête de l'île de Terre-Neuve, prise par les Français en juin 1762. Depuis New York, Jeffery Amherst supervise cette opération militaire. Après la bataille de Signal Hill, le fort de Saint-Jean capitule le 15 septembre.

### Le soulèvement de Pontiac
En 1761, faisant fi des conseils de William Johnson, surintendant des Affaires indiennes pour les colonies du Nord, Amherst fait réduire drastiquement les présents (fusils, poudre, outils, étoffes) remis aux nations autochtones. Cette politique, datant du temps des Français, constituait un élément essentiel de l’alliance franco-amérindienne. Amherst fait également diminuer la quantité de munitions et de poudre que les Autochtones pourraient désormais acheter. Pour lui, les Autochtones devraient un jour ou l'autre accepter la domination britannique et de toute façon, il les jugeait incapables de résister à la puissante armée britannique.

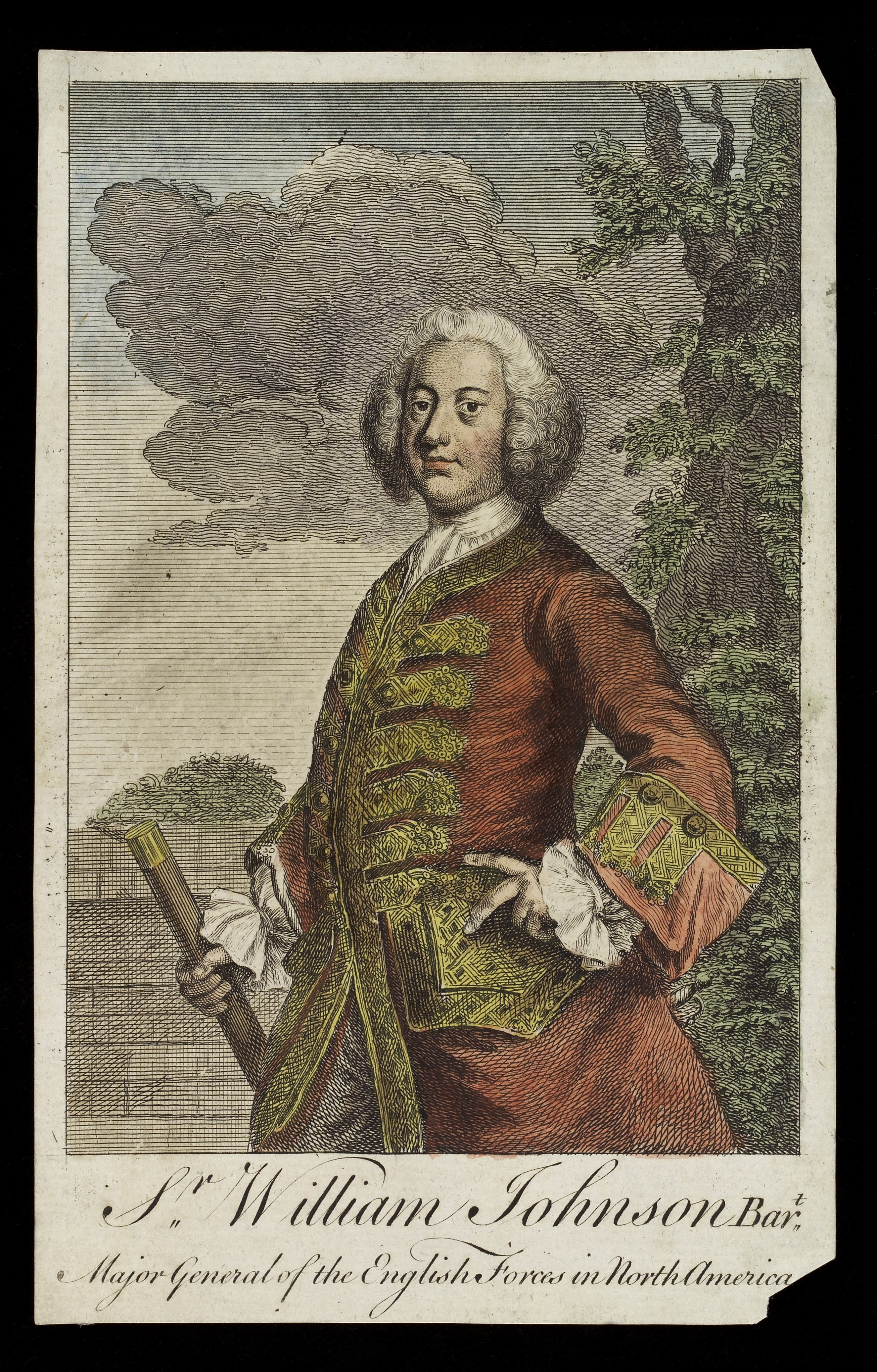
William Johnson est surintendant des Affaires indiennes pour les colonies du Nord.

William Johnson tente d'apaiser les tensions et demande le retour des présents, en vain. Le mécontentement des nations de la région des Grands Lacs, du Pays des Illinois et de la vallée de l'Ohio s'accentue. La guerre éclate finalement en 1763. Pontiac mène un soulèvement qui commence en mai. Les attaques se multiplient rapidement. Huit forts britanniques sont pris alors que d'autres sont assiégés, notamment le fort Détroit.
Près de 550 colons pennsylvaniens trouvent refuge au fort Pitt, dont plus de 200 femmes et enfants. Le fort est attaqué le 22 juin 1763 par des Lenapes (Loups) avant d'être assiégé en juillet. Entre-temps, des guerriers shawnees et lenapes mènent des raids en Pennsylvanie et tuent plusieurs colons. Face à la situation, l’assemblée de la Pennsylvanie recrute 700 soldats.

Amherst se montre de plus en plus impatient face à la tourne des événements et pense à une solution extrême : utiliser la variole (petite vérole) contre les Autochtones. Le 7 juillet, il écrit au colonel Henri Bouquet, alors prêt à secourir le fort Pitt : « Ne devrait-on pas répandre la variole parmi les Indiens rebelles, recourir à tous les stratagèmes en notre pouvoir pour les éliminer ». Bouquet lui répond le 13 juillet : « J'essaierai d'infecter ces salauds avec les couvertures qui pourraient tomber entre mes mains et faire attention à ne pas contracter la maladie moi-même ». Amherst lui écrit encore le 16 juillet :
« Vous ferez bien d'essayer d'inoculer les Indiens au moyen de couvertures, au moyen de couvertures et de tenter toute méthode pouvant contribuer à extirper cette race exécrable. »
Le 22 juillet 1763, la Gazette de France est trop heureuse de rapporter les déboires des Britanniques : « Le chevalier Amherst a reçu un exprès du fort Pitt, par lequel on l'informe que plusieurs partis indiens se sont répandus en divers endroits des environs et qu'ils ont tué ou fait prisonniers plusieurs Anglais et entre autres le colonel Clapham. »

A survey of Lake Champlain, including Lake George, Crown Point, and St. John, surveyed by order of His Excellency Major-General Sr. Jeffery Amherst, by William Brasier, 1776.

Entre-temps, Amherst fait part à ses supérieurs de sa volonté de rentrer chez lui afin de s'occuper de ses affaires mais surtout de son épouse, aux prises avec une maladie mentale. De son côté, Londres se montre insatisfait de sa gestion de la question autochtone. Le général Amherst est rappelé en août 1763 et est aussitôt remplacé par le major-général Thomas Gage.

### Honneurs et fin de carrière
Amherst est gouverneur de Virginie de 1759 à 1768. Il est fait chevalier de l'Ordre du Bain en 1761 puis est titré, en 1776, baron Amherst of Holmesdale.
En Angleterre, il retourne s'installer sur les terres familiales. Il se fait construire une maison de campagne, qu'il nomme Montréal, à Sevenoaks. En 1775 et en 1778, le roi lui demande de reprendre le commandement en Amérique, où la guerre avec les colonies a débuté, mais Amherst refuse. De 1778 à 1782, il est tout de même nommé commandant en chef des forces armées britanniques, après neuf années de vacance du poste. Brièvement remplacé dans cette fonction, en 1782-1783, par Henry Seymour Conway, il reprend du service dans la même fonction de 1783 à 1795. Il se retire alors avec le titre de maréchal.

Il est gouverneur de Guernesey de 1770 à 1794. En 1788, une autre baronnie lui est conférée avec le titre de baron Amherst of Montreal, qui échut à son neveu William Pitt Amherst (1773-1857), second baron Amherst (1797-1826) puis premier comte Amherst (1826-1857).

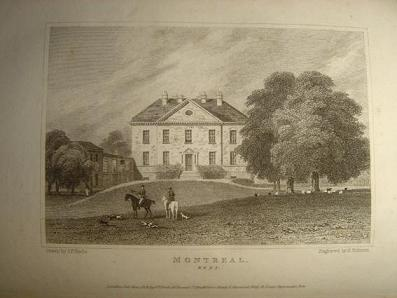
Montreal, la maison de campagne qu'avait fait construire Amherst à Sevenoaks.

### Décès
Jeffery Amherst est décédé le 3 août 1797 à Sevenoaks. Sa première femme, Jane Dalison, étant décédée en 1765, il s'était remarié avec Elizabeth Cary en 1767. Il avait eu un fils illégitime.

## Hommages
De nombreux lieux et bâtiments sont nommés en son honneur : 
- Un canton dans les Laurentides
- Un havre aux Îles-de-la-Madeleine
- Un lac à la Baie-de-la-Bouteille
- Une rue à Saint-Bruno-de-Montarville, Trois-Rivières et Sherbrooke[35].
- Pour décorer Vauxhall Gardens à Londres, Jonathan Tyers a commandé des tableaux à Francis Hayman, dont The Charity of General Amherst réalisé en 1761. Amherst apparaît magnanime envers la population conquise. Il symbolise les valeurs britanniques d’humanité[36].

## Controverse
À la suite d'un mouvement d'opposition en 2017 à Montréal, la rue Amherst a été rebaptisée Atateken (« fraternité » en kanien'kéha) afin de symboliser une volonté de reconciliation des relations entre allochtones et autochtones.